# Tourisme au Panama
Le tourisme au Panama est l'une des principales activités du pays avec des revenus d'environ 3,05 milliards de dollars américains pour l'année 2021, correspondant à 4,2% du produit intérieur brut.

## Généralités
Les principaux domaines du tourisme dans le pays se concentrent sur le tourisme d'affaires, les plages, la santé et le commerce.

## Hôtels
Dans Panama City, la capitale, les hôtels sont très nombreux^. Parmi les plus luxueux, on peut citer :
- Le Trump Ocean Club, devenu JW Marriott Panama qui a ouvert en 2010.
- Le Waldorf Astoria Panama, le premier hôtel Waldorf Astoria Hotels & Resorts d'Amérique latine, qui a ouvert ses portes en mars 2013.

## Flux touristiques
Le Panama a accueilli 618 000 de touristes en 2021. La plupart des touristes viennent des États-Unis, du Canada, d'Europe, d'Amérique centrale et d'Amérique du Sud et la majorité  entre au Panama via l'aéroport international de Tocumen.
En 2004, le Panama a accueilli le millionième touriste et en 2011, il avait dépassé 2 millions de touristes.

## Sites touristiques
- Le Biomuseo (es), un centre d'histoire naturelle, qui a ouvert ses portes en octobre 2014.
- La partie ancienne de la ville, Panamá Viejo, qui est inscrite au patrimoine mondial de l'UNESCO depuis 1997.
- Le Casco Viejo
- Le canal de Panama
- Le Parc national et réserve naturelle de Coiba
- L'archipel de Bocas del Toro, très populaire auprès des routards.
- L'archipel de San Blas

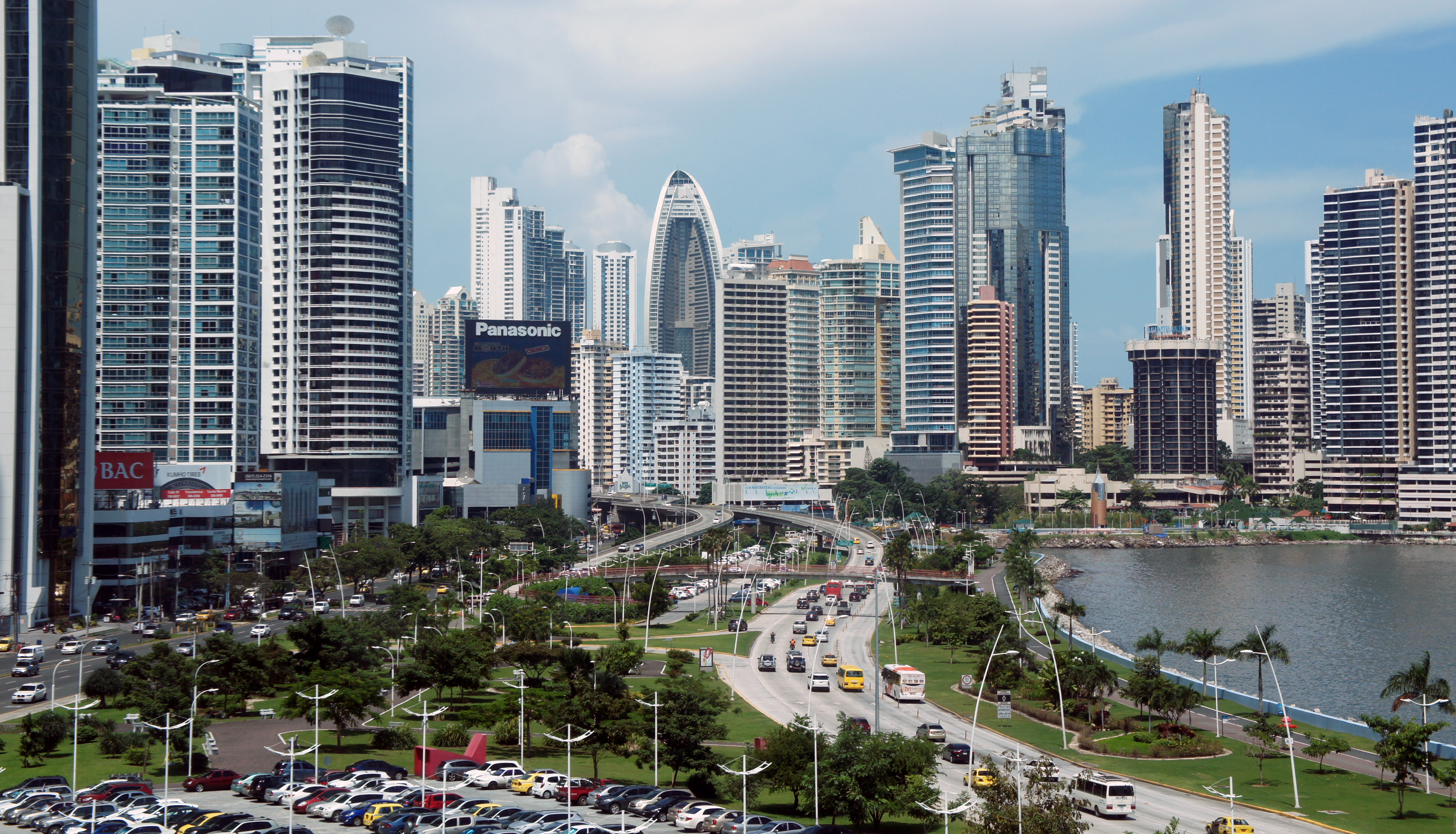
L'avenue Balboa à Panama City
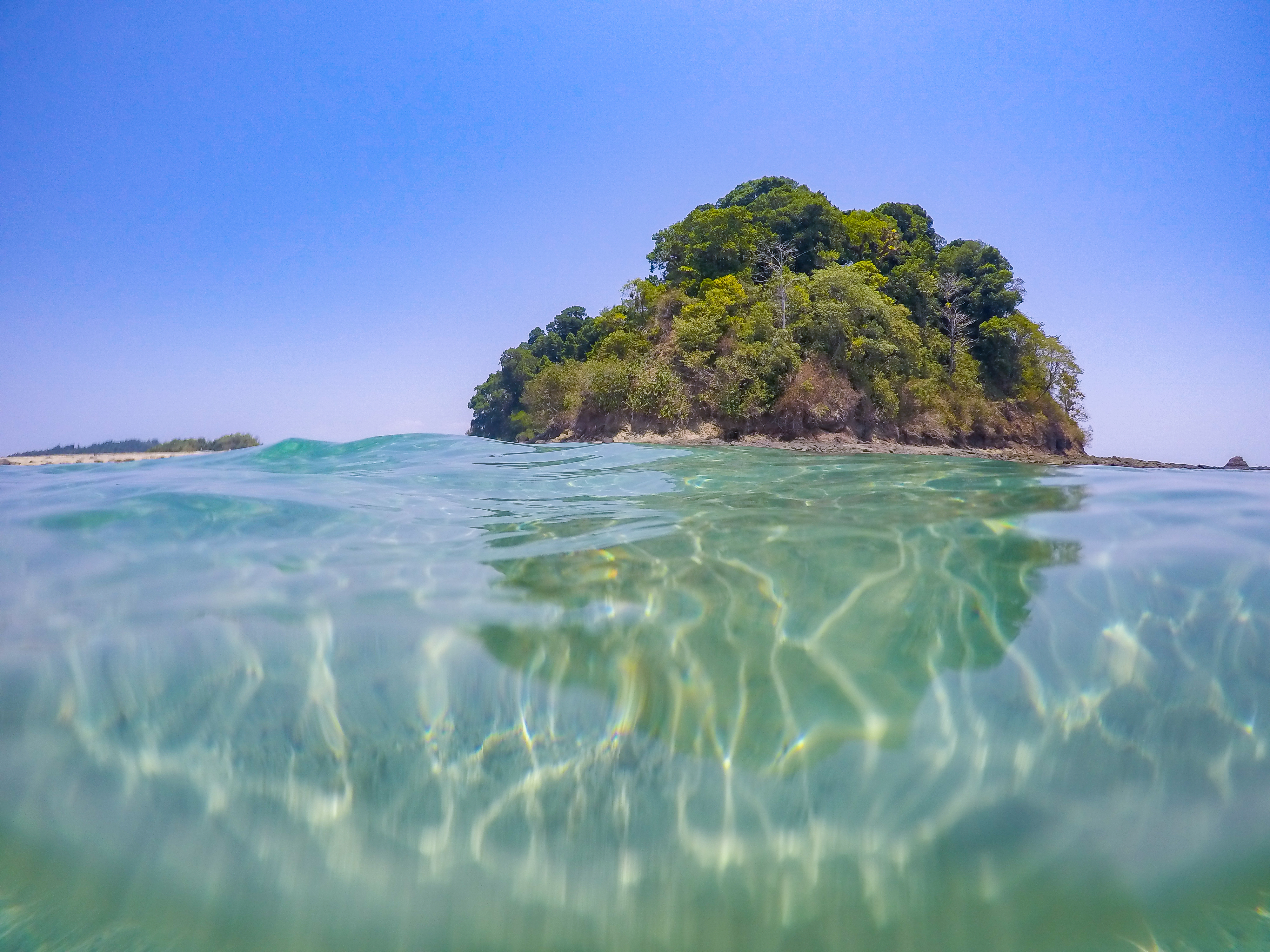
Parc national de Coiba
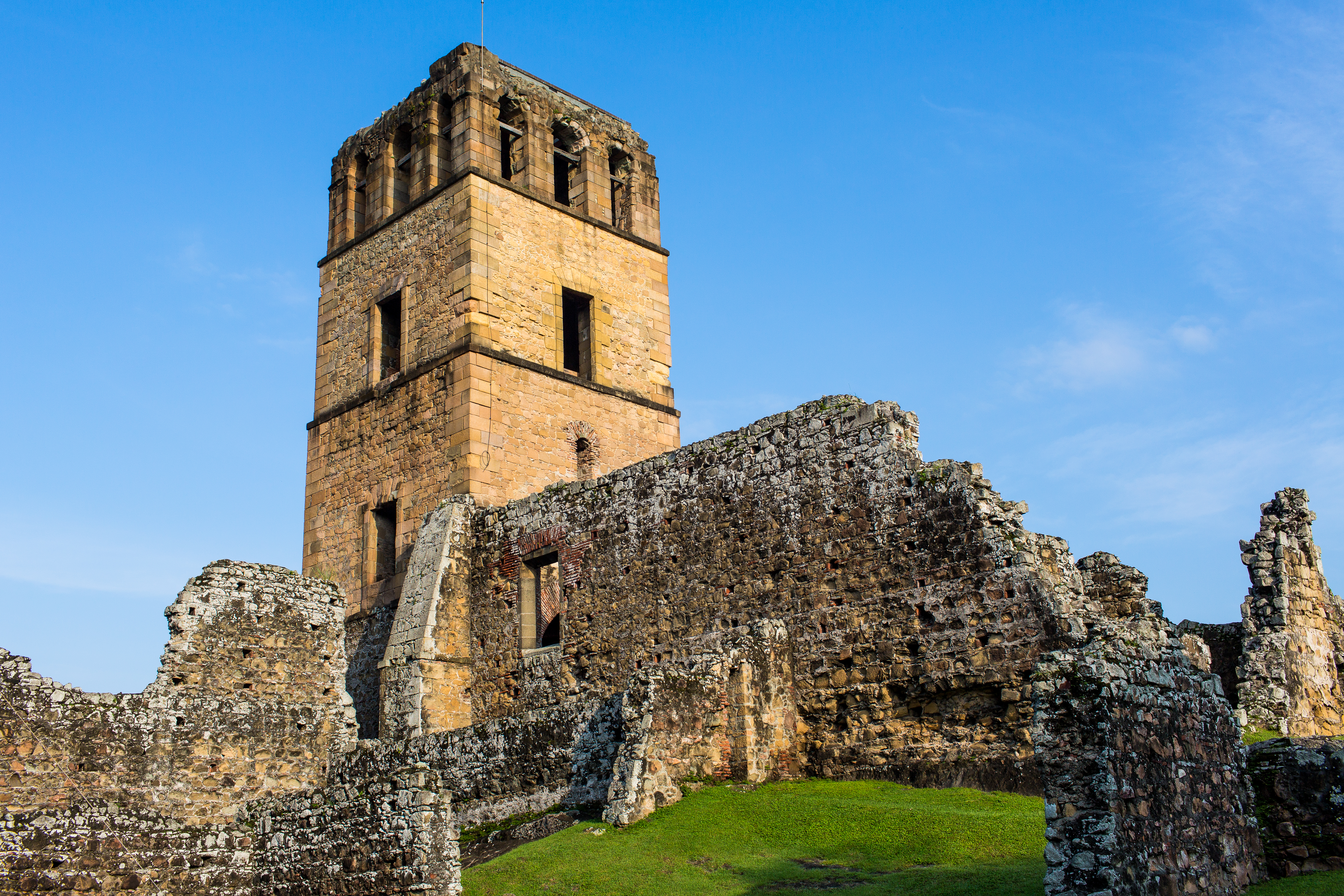
Cathédrale de Panamá Viejo